# Loro Piana
Loro Piana est une entreprise italienne spécialisée dans la fabrication de tissus et de vêtements de luxe en cachemire ou en laine.
Première entreprise artisanale mondiale dans son domaine, elle a été rachetée en décembre 2013 (80 % du capital social) par la multinationale française de luxe LVMH - Moët Hennessy Louis Vuitton. Elle comprend deux divisions, la filature de laine (qui produit des tissus haut de gamme à partir de fibres nobles telles que le cachemire, le bébé cachemire, la vigogne, les laines extra-fines) et la division Luxury Goods, qui produit et distribue des vêtements et accessoires fabriqués avec ses tissus.

## Histoire
Originaire de Trivero, la famille Loro Piana a commencé son activité de marchand de laine au tout début du XIXe siècle, et vers la seconde moitié du siècle, elle s'est installée à Valsesia où elle a fondé la filature de laine Fratelli Lora e Compagnia, suivie par la moulin de laine par Zignone & C. au début du XXe siècle. La société actuelle Loro Piana est créée en 1924 par l'ingénieur Pietro Loro Piana à Quarona. Dans les années 1940, c'est son neveu Franco Loro Piana qui tient la direction de l'entreprise ; il tend vers le haut de gamme et commence à vendre aux maisons de couture parisiennes, entre autres un tissu fin et léger en « Laine de Tasmanie » . Par la suite, deux types de laine sont produites dans les années 1960, la « Tasmanie », ainsi que la « Tasmanie hiver » en pure laine vierge mérinos. Dès lors, l'entreprise développe la variété de tissus commercialisés et exporte au Japon ou aux États-Unis. Depuis les années 1970, Loro Piana est dirigé à part égale et en alternance par les enfants de Franco, Sergio Franco et Pier Luigi. Durant cette époque, la marque produit une luxueuse laine ultra-fine peu rentable, mais qui se révèlera pertinente pour l'entreprise bien des années plus tard. Plus uniquement fournisseur des plus grandes marques, la décennie suivante, l'entreprise commercialise sa propre collection de vêtements dans une intégration verticale, de la matière première jusqu'au produit fini,, ayant commencé par des écharpes.
Depuis 1985, la société a entamé une collaboration avec la Fédération italienne des sports équestres. De plus, Loro Piana habille également Team New Zealand à l'America's Cup World Series depuis 2002. Depuis la fin des années 1990, la marque a étendu sa production de vêtements aux accessoires textiles, chaussures, cadeaux et accessoires pour la maison. Les usines sont situées en Italie, en particulier à Valsesia, dans la province de Vercelli. Les produits sont distribués à travers un réseau d’environ 160 magasins en propre, progressivement ouverts depuis le milieu des années 1990, situés dans les rues commerçantes les plus exclusives du monde comme l'avenue Montaigne et via le commerce électronique depuis 2012. 
Le 8 juillet 2013, LVMH achète 80 % de Loro Piana pour deux milliards d'euros, le reste de l'actionnariat restant entre les mains de la famille Loro Piana. Les options de vente et d'achat sur la participation de 20 % de la famille expirent en 2016. Au début de l'année suivante, la famille cède 5 % supplémentaires au groupe de luxe français. Concernant le synergies, Bernard Arnault précise que « d'autres marques du groupe LVMH » peuvent profiter du rachat du fournisseur italien « pour leur propre approvisionnement ». L'entreprise compte alors en 2013, 2 600 employés, puis 3 500 sept ans plus tard. Le 19 décembre de l'année du rachat, Sergio Loro Piana meurt. Loro Piana reste considéré comme le meilleur fournisseur, dans le monde entier, de laine extra-fine, de cachemire, de laine de vigogne ou de fibre de fleur de lotus,,. La marque développe également des fibres techniques, dont des laines ultra-fines,. Au-delà de la fourniture de ces tissus, le prêt-à-porter représente plus de la moitié du chiffre d'affaires,.
En mai 2025, la plainte d'un ouvrier chinois non payé entraine une enquête en Italie. En juillet 2025 l'entreprise est épinglée par la justice italienne pour l'exploitation d'ouvriers chinois par ses sous-traitants. Durant l'enquête, il apparait que les vestes en  cachemire sont réalisées dans des ateliers clandestions pour  quelques centaines d'euros pièce alors qu'elle sont vendues par Loro Piana entre 1 000 € et 3 000 € dans ses boutiques. Loro Piana est alors placée sous administration judiciaire pour un an, une mesure de prévention. Les juges italiens reprochent notamment à Loro Piana de « ne pas avoir mis en place les mesures adéquates pour vérifier les conditions réelles de travail (…) des sociétés sous-traitantes ». Les ouvriers chinois ont été embauchés en Italie, par des sous-traitants de sous-traitants sans respecter les législations sur la santé, le travail légal dans des conditions de vie qui frôlent l'exploitation humaine.

## Controverses
En 2024, l'élu californien Robert Garcia a accusé Loro Piana d'exploiter des populations andines chargée de tondre la laine de vigogne. À la suite de cette affaire, le Congrès américain aurait demandé à son directeur, Antoine Arnault de venir répondre de ces accusations